# 德川圀順
德川圀順（日语：〔〕／ Tokugawa Kuniyuki，1886年12月13日—1969年11月17日），字子行，号涛山，諡号明公，日本華族、政治人物與軍人，水戶德川家第13代當主。他曾擔任貴族院議長及日本赤十字社社長，並獲爵位侯爵（後升為公爵）。

## 生平
明治十九年（1886年），圀順在東京市本所區新小梅町的住所出生，次年（1887年）因父親被任命為駐意大利特命全權大使，故出生後不久就在意大利度過童年，至1894年（明治二十七年）才回國就讀東京高等師範學校附屬學校。
1898年（明治三十一年）7月12日父親篤敬逝世，翌日圀順繼承家督位置。同月30日，11歲的他繼承侯爵。